# 이은아 (의사)
이은아는 대한민국의 의사이며, 해븐리병원의 원장이자 신경과 전문의이다.

## 방송 출연
- SBS 《모닝와이드》 - 인터뷰 출연
- SBS 《좋은 아침》 - 자문의 패널
- SBS 《오늘부터 인생 2막》 - 자문의 패널
- KBS1 《아침마당》 - 패널 및 강연자
- KBS2 《굿모닝 대한민국 라이브》 - 자문의 패널
- KBS2 《2TV 생생정보》 - 인터뷰 출연
- MBC 《생방송 오늘아침》 - 인터뷰 출연
- MBC 《기분 좋은 날》 - 자문의 패널
- JTBC 《다큐초이스》 - 인터뷰 출연
- JTBC 《맛있는 이야기 미라클 푸드》 - 자문의 패널
- JTBC 《건강한 발견 배우자》 - 자문의 패널
- TV조선 《굿모닝 정보세상》 - 자문의 패널
- TV조선 《다시 사는 이야기 기사회생》 - 자문의 패널
- TV조선 《속설검증 고민잇쇼》 - 자문의 패널
- TV조선 《백세누리쇼》 - 자문의 패널
- TV조선 《내 몸 사용설명서》 - 자문의 패널
- TV조선 《내 몸 플러스》 - 자문의 패널
- MBN 《천기누설》 - 인터뷰 출연
- MBN 《특집다큐H》 - 인터뷰 출연
- MBN 《엄지의 제왕》 - 자문의 패널
- MBN 《한 번 더 체크타임》 - 자문의 패널
- MBN 《고수의 비법 황금알》 - 자문의 패널
- 채널A 《질병현상수배 메디컬 공조》 - 자문의 패널
- 채널A 《28청춘》 - 자문의 패널